# タンムーズ
タンムーズ、タンムズは、シュメール神話、アッカド神話の神。イナンナ／イシュタルの夫である。
各国語での表記は、アラビア語:تمّوز Tammūz; ヘブライ語 תַּמּוּז, 現代ヘブライ語 Tammuz, ティベリア式ヘブライ語 Tammûz; アッカド語 Duʾzu, Dūzu; となっている。
この神は、シュメールの牧羊の神ドゥムジ（Dumuziまたはドゥムジッド/Dumuzid、ドゥムジ）を源とする。その名は〈忠実な息子〉の意。
Tammuzという名はアッカドのTammuziからきたもののようで、初期のシュメールのDamu-zidを源にしている。これが後に標準シュメール表記のDumu-zidになり、アッカド語ではDumuziになった。フェニキアではアドニス(Adonis)となり、後にギリシア神話にも取り込まれた。

## 服喪の儀式
バビロニアでは、その名の元となった神タンムズを讃えてタンムズの月が決められた。現代のユダヤ暦はバビロン捕囚以降のものが基になっているので、ユダヤ暦でもタンムーズは月の名前の一つになっている。古代の中近東やエーゲ海沿岸地方では、夏至の到来と共に服喪を行う習慣があった（アドニスの園の儀式については死と再生の神参照）。バビロニア人は、昼間の時間の減少と夏の炎熱が死に始める時期を、タンムズに六日間の「葬式」をあげることで区切ったのである。その儀式はエルサレム寺院(Temple in Jerusalem)の扉にすら見られ、改宗を進めるエゼキエルをおののかせた。
「かくして彼は我を連れ北を向いたる神の家の扉に着きたり。そこにはタンムズ（の死）を嘆く女達座りき。彼、我に語りて曰く『これを見たか、おお、人の子よ。再び振り向いて見よ。そうすればこれよりも遥かに忌まわしいものを見ることになろう。』」-- エゼキエル書 8.14。
次の場面では神殿に背を向け、東を向いて拝む男達の姿が描写される。
これらのことから、タンムーズは太陽神であると考えられる。

## 神話
シュメール王名表では、ドゥムジの名を持つ王は二人いる。一人は洪水の前にバド・ティビラを治めていた5番目の王、羊飼いドゥムジ（シュメール王名表#初期王朝時代I（洪水以前））。二人目はウルク第一王朝の第3の王として「漁師ドゥムジ、クア(Kua)を100年間治めた」と載っている（シュメール王名表#ウルク第1王朝の4番目）。これらはたびたび混同されるが、シュメル神話においてドゥムジとイナンナの息子であるルラル神はバド・ティビラの主神であり、ルラル神を祭るバド・ティビラのエムシュ・カラマは古くはドゥムジを祀ったものであるとされているため、洪水前のバド・ティビラ王である羊飼いドゥムジをイナンナの夫ドゥムジとするのが定説である。（en:Dumuzid）
いずれにせよ、イナンナと羊飼いドゥムジッドとの恋愛模様に関係した多くの牧歌的な詩と歌が残っている。1963年に復元されたテクストには「イナンナとドゥムジの求婚」が優しくも率直な言葉でエロチックに詳述されている（イシュタルの項参照）。

### イナンナの冥界下り
イナンナ（アッカドではイシュタル）が、姉妹エレシュキガルの支配する地下世界であるクル(Kur)に向かった時、そこを自分のものであると考えたという。
イナンナ／イシュタルは七つの門を通ったが、一つの門を通る毎に装身具を一つずつ置いて行く必要があった。その結果、七番目の門を通過した後は全裸になっていた。その後、僭越なことをし過ぎるなという忠告にもかかわらず、イナンナ／イシュタルはエレシュキガルの王座に腰を下ろしたため、冥界のアヌンナキの裁きが下り、死をもたらす両眼で見つめられて、イナンナ／イシュタルは鈎にぶらさがる死体と化した。
イナンナの忠実な召し使いは他の神々に助けを求めたが、応えたのは賢神エンキ／エアのみであった。エンキとエアでは生き残らせる二つの神に違いがあるが、イナンナ／イシュタルの復活という目標は共通していた。エンキ／エアは自身の体から作り出した従者をクルに送り込み、イナンナ／イシュタルに生命の食物と生命の水を与えて蘇らせた。ところが「魂の保存則」によって、イナンナ／イシュタルの身代わりとしてクルに残す誰かを探さなければならなかった。彼女は神々ひとりひとりに当たったが、助命を嘆願する神々を強引に身代わりにする程に冷酷にはなれなかった。
そこで彼女の王座に居座るドゥムジ／タンムズを見ると、恋女房であったはずなのに、彼は明らかに彼女に消えて欲しくてたまらなさそうだったため、俄然イナンナ／イシュタルは彼に死に神(demons)を押しつけた。
ここでアッカドの文書は、タンムズの姉妹ベリリ(Belili)を導入しようとして失敗している。彼女はタンムズの死を嘆いて身に付けた宝石を外し、タンムズ他、死者の復活を求める者として、初めて紹介されるが、ここには混乱が見られる。シュメールの文書の一つにベリリの名前が現われるが、そこではドゥムジの姉妹はゲシュティンアンナ(Geshtinana)という名前になっており、ベリリは他の老女の名前として用いられている。この老女は他の文書ではビルル(Bilulu)と呼ばれている。
ともかく、シュメールの文書は、ドゥムジがゲシュティンアンナの下に逃れた事、彼女はドゥムジを匿おうとしたが、結局は死神に対抗し切れなかったことを記述している。死神は次々にドゥムジの所に現れ、老女ビルルまたはベリリの協力を得たと思しく、ついには彼を捕まえ、冥界に連行する。ところがイナンナはそれを後悔するようになっていた。
イナンナはビルルと殺しにたずさわったその息子ギアギラ(G̃irg̃ire)及びギアギラの伴侶シッル(Shirru)（「呪われた沙漠の者、誰の子でもなく、誰の友でもない」）に対する復讐の機会を伺った。イナンナはビルルを皮製の水入れに、ギアギラを沙漠の守り神にし、シッルは沙漠の脅威が及ばないように、然るべき儀式が常に執り行われているか見張ることとなった。
結局、イナンナは不憫に思い、決意を曲げて夫ドゥムジを生き返らせることにした。一年の内6ヶ月は、ゲシュティンアンナがドゥムジの代わりにクルにいることになった。
ドゥムジ／タンムズがこうして地上から消えることと、季節の変化が関連づけられ、植物の周期の神、即ち死と再生の神の一柱となった。

### 古い解釈
最初に発見された文書に基づき、以前はイシュタル／イナンナの冥界下りはタンムズ／ドゥムジの死の前ではなく後で、目的もタンムズ／ドゥムジを救うためだとされていた。インターネット上で広範に出回っているM. Jastrowの"Descent of the Goddess Ishtar into the Lower World"（『女神イシュタルの地下世界への下降』、1915年）でもおなじみである。1963年に復元された新しい文書では物語の様相を全く異にしているのだが、古い解釈もまだ通用している。イナンナの下降について新しい発見があっただけではなく、イナンナとドゥムジの求婚についても1983年に初の英訳と注釈が出版された。これはシュメール研究者のNoah Kramerと民話研究家のDiane Wolksteinの共同研究の成果である。イナンナの恋人である羊飼いのドゥムジ王は結婚のプレゼントとして桶に入れたミルクを持って行ったが、その際、両肩に結んで運んだ。
イナンナとドゥムジの神話はLindisfarne Symposiumのテーマとなり、The Story of Inanna and Dumuzi: From Folk-Tale to Civilized Literature: A Lindisfarne Symposium, ( William Irwin Thompson, editor, 1995)（『イナンナとドゥムジの物語: 民話から文明化された文学へ』）として公開された。

## 関連文献
- Kramer, Samuel Noah and Diane Wolkstein, 1983. Inanna : Queen of Heaven and Earth (New York : Harper & Row) ISBN 0060908548